# Овчаревич, Петар
Петар Овчаревич (серб. Петар Овчаревић; неизвестно, Белград — неизвестно, Восточно-Венгерской королевство) — сербский и венгерский воевода, командующий венгерской речной флотилией. Во время службы у султана Османской империи был венгерским шпионом и информировал о передвижениях османской армии. Последние годы жизни он провел в Восточно-Венгерском королевстве, будучи в числе самых знатных людей.

## Биография
Был родом из Белграда, в юности попал в плен к османам. Сначала служил в османской армии, после присягнул венгерскому королю. При венгерском короле был командиром Дунайской речной флотилии, которая базировалась в Земуне. Был одним из командующих венгерскими войсками во время обороны Белграда от османских войск в 1521 году. После поражения вернулся в османскую армию и стал доверенным лицом османского генерала и санджак-бея Белграда Бали-бея Яхьяпашича. Его отряду была поручена охрана османских судов на Саве и Дунае.
Через Павле Бакича Овчаревич вошел в контакт с венгерским командиром Палом Томори и помог безопасно переправить Бакича и его сторонников на венгерскую территорию. Позже Бакич помог ему тайно переправиться в Венгрию за несколько месяцев до битвы при Мохаче. Позже тайно находится на службе у Яноша Запойяи и у Фердинанда I.
В 1531 году главный доверенный Фердинанда в Белграде, рагузанец Микель Бочиньоло, сообщал, что Петар Овчаревич «участвует во всех консультациях в белградском санджаке, особенно в тех, которые касаются войны, и что он уже второй день информирует его». Овчаревич информировал Фердинанда через Бакича, с которым он лично встречался, о делах в Османской империи и Восточно-Венгерского королевства.
Неизвестно, когда он прибыл в Восточно-Венгерское королевство. Он получил дворянский статус, а в 1540 году упоминается как владелец Солимоса и один из самых знатных людей королевства.